# Thiron-Gardais
Thiron-Gardais és un municipi francès, situat al departament de l'Eure i Loir i a la regió de Centre – Vall del Loira. L'any 2007 tenia 1.101 habitants.

## Demografia

### Població
El 2007 la població de fet de Thiron-Gardais era de 1.101 persones. Hi havia 444 famílies, de les quals 148 eren unipersonals (56 homes vivint sols i 92 dones vivint soles), 128 parelles sense fills, 108 parelles amb fills i 60 famílies monoparentals amb fills.
La població ha evolucionat segons el següent gràfic:
Habitants censats

### Habitatges
El 2007 hi havia 564 habitatges, 450 eren l'habitatge principal de la família, 57 eren segones residències i 57 estaven desocupats. 474 eren cases i 87 eren apartaments. Dels 450 habitatges principals, 203 estaven ocupats pels seus propietaris, 236 estaven llogats i ocupats pels llogaters i 11 estaven cedits a títol gratuït; 3 tenien una cambra, 71 en tenien dues, 95 en tenien tres, 153 en tenien quatre i 127 en tenien cinc o més. 331 habitatges disposaven pel capbaix d'una plaça de pàrquing. A 232 habitatges hi havia un automòbil i a 138 n'hi havia dos o més.

### Piràmide de població
La piràmide de població per edats i sexe el 2009 era:
| Homes | Edats   | Dones |
| ----- | ------- | ----- |
| 0     | 95 o +  | 4     |
| 0     | 90 a 94 | 4     |
| 4     | 85 a 89 | 24    |
| 12    | 80 a 84 | 16    |
| 24    | 75 a 79 | 44    |
| 36    | 70 a 74 | 48    |
| 48    | 65 a 69 | 20    |
| 12    | 60 a 64 | 32    |
| 16    | 55 a 59 | 4     |
| 36    | 50 a 54 | 28    |
| 36    | 45 a 49 | 48    |
| 32    | 40 a 44 | 48    |
| 20    | 35 a 39 | 20    |
| 44    | 30 a 34 | 48    |
| 44    | 25 a 29 | 40    |
| 48    | 20 a 24 | 20    |
| 32    | 15 a 19 | 32    |
| 40    | 10 a 14 | 52    |
| 28    | 5 a 9   | 36    |
| 24    | 0 a 4   | 40    |

## Economia
El 2007 la població en edat de treballar era de 604 persones, 434 eren actives i 170 eren inactives. De les 434 persones actives 378 estaven ocupades (191 homes i 187 dones) i 54 estaven aturades (26 homes i 28 dones). De les 170 persones inactives 61 estaven jubilades, 50 estaven estudiant i 59 estaven classificades com a «altres inactius».

### Ingressos
El 2009 a Thiron-Gardais hi havia 446 unitats fiscals que integraven 989,5 persones, la mediana anual d'ingressos fiscals per persona era de 15.002 €.

### Activitats econòmiques
Dels 64 establiments que hi havia el 2007, 4 eren d'empreses alimentàries, 1 d'una empresa de fabricació de material elèctric, 1 d'una empresa de fabricació d'elements pel transport, 3 d'empreses de fabricació d'altres productes industrials, 7 d'empreses de construcció, 10 d'empreses de comerç i reparació d'automòbils, 5 d'empreses de transport, 4 d'empreses d'hostatgeria i restauració, 1 d'una empresa d'informació i comunicació, 2 d'empreses financeres, 1 d'una empresa immobiliària, 7 d'empreses de serveis, 14 d'entitats de l'administració pública i 4 d'empreses classificades com a «altres activitats de serveis».
Dels 19 establiments de servei als particulars que hi havia el 2009, 1 era una gendarmeria, 1 oficina de correu, 2 oficines bancàries, 2 tallers de reparació d'automòbils i de material agrícola, 1 autoescola, 2 paletes, 2 guixaires pintors, 1 lampisteria, 2 electricistes, 3 perruqueries, 1 restaurant i 1 agència immobiliària.
Dels 6 establiments comercials que hi havia el 2009, 2 eren botiges de menys de 120 m², 2 fleques, 1 una fleca i 1 una joieria.
L'any 2000 a Thiron-Gardais hi havia 15 explotacions agrícoles que ocupaven un total de 749 hectàrees.

## Equipaments sanitaris i escolars
El 2009 hi havia 1 farmàcia i 1 ambulància.
El 2009 hi havia 1 escola maternal i 1 escola elemental.

## Poblacions més properes
El següent diagrama mostra les poblacions més properes.